# Balacra germana
Balacra germana är en fjärilsart som beskrevs av Rothschild 1912. Balacra germana ingår i släktet Balacra och familjen björnspinnare. Inga underarter finns listade i Catalogue of Life.